# Вишневский, Дуфуня Белашевич
Дуфуня Белашевич Вишневский (13 января 1947 — 7 марта 2003) — советский и российский актёр театра и кино, кинорежиссёр, сценарист, продюсер, исполнитель цыганских романсов и песен.
Муж певицы Валентины Вишневской. Стоит у истоков зарождения цыганского кинематографа.
Заслуженный артист РФ (1996).

## Биография

Памятник на могиле Д. Б. Вишневского

Родился в 1947 году в семье цыган-ловарей. Обучался во Всероссийской мастерской эстрадного искусства у Ирмы Яунзем и Георгия Виноградова, после чего работал в театре «Ромэн». В какой-то момент ушёл на эстраду.
Начиная с 1990-х годов, стал снимать фильмы, посвящённые судьбам цыган; ко всем сам писал сценарии. Сыграл во всех своих трёх фильмах как актёр. Фильмы широкой популярности у зрителей не имели.
Похоронен на Востряковском кладбище в Москве.
Дуфуне Вишневскому посвящены несколько глав в книге Игоря Свинаренко «Наши люди».

## Фильмография

### Актёрские работы
- 1990 — Очарованный странник — цыган
- 1993 — Я виноват — барон Алан
- 1995 — Грешные апостолы любви — барон Цино
- 2001 — Я виноват 2 — барон Алан

### Режиссёрские работы
- 1993 — Я виноват
- 1995 — Грешные апостолы любви
- 2001 — Я виноват 2

### Сценарные работы
- 1993 — Я виноват
- 1995 — Грешные апостолы любви
- 2001 — Я виноват 2

### Продюсерские работы
- 1993 — Я виноват
- 1995 — Грешные апостолы любви
- 2001 — Я виноват 2

## Дискография
- 1990 — «Лако Ганго»